# Saint-Brais
Saint-Brais ist eine politische Gemeinde im Distrikt Franches-Montagnes des Kantons Jura in der Schweiz. Der frühere deutsche Name Sankt Brix wird heute nicht mehr verwendet.

## Geographie
Saint-Brais liegt auf 967 m ü. M., zehn Kilometer nordöstlich des Bezirkshauptorts Saignelégier (Luftlinie). Das Dorf erstreckt sich auf einem aussichtsreichen Jurakamm der nordöstlichen Freiberge (französisch Franches Montagnes), am Rand des tief eingeschnittenen Tals des Doubs.
Die Fläche des 15,2 km² grossen Gemeindegebiets umfasst einen Teil des nördlichsten Jurakamms der Freiberge, der nach Nordosten in die Mont-Russelin-Kette übergeht. Dieser Kamm zeichnet sich durch ausgedehnte Juraweiden mit einzeln oder in Gruppen stehenden grossen Fichten sowie dazwischenliegenden Waldgebieten aus. Auf der Höhe Le Plain westlich des Dorfes wird mit 1057 m ü. M. der höchste Punkt von Saint-Brais erreicht. Nach Süden erstreckt sich das Gemeindegebiet in das Erosionstal des Baches Tabeillon, eines linken Seitenbachs der Sorne. In diesem Tal liegt der unter Naturschutz stehende See Étang de Bollement. Nach Norden reicht das Gebiet bis an den Flusslauf des Doubs und umfasst dessen 500 m hohe rechte Talflanke mit ausgedehnten Wäldern, die von einigen Felsbändern durchzogen sind. Saint-Brais befindet sich also auf der Wasserscheide zwischen den Einzugsgebieten von Rhein und Rhone. Von der Gemeindefläche entfielen 1997 3 % auf Siedlungen, 45 % auf Wald und Gehölze, 50 % auf Landwirtschaft, und etwas weniger als 2 % waren unproduktives Land.
Zu Saint-Brais gehören der Ortsteil Le Péquie (995 m ü. M.) auf dem östlichen Vorsprung des Plain, der Weiler Le Chésal (940 m ü. M.) nordöstlich des Dorfes sowie weit über die Juraweiden verstreut zahlreiche Einzelhöfe. Nachbargemeinden von Saint-Brais sind Lajoux, Montfaucon, Les Enfers, Clos du Doubs, Haute-Sorne und Saulcy.

## Bevölkerung
Mit 239 Einwohnern (Stand 31. Dezember 2023) gehört Saint-Brais zu den kleinen Gemeinden des Kantons Jura. Von den Bewohnern sind 88,7 % französischsprachig, 8,5 % deutschsprachig, und 1,9 % sprechen Niederländisch (Stand 2000). Die Bevölkerungszahl von Saint-Brais belief sich 1870 auf 562 Einwohner, 1900 noch auf 394 Einwohner. Im Verlauf des 20. Jahrhunderts wurde infolge starker Abwanderung ein weiterer Rückgang um mehr als 40 % registriert.

## Wirtschaft
Saint-Brais ist ein noch stark landwirtschaftlich geprägtes Dorf mit Milchwirtschaft und Viehzucht. Ausserhalb des primären Sektors gibt es im Dorf nur relativ wenige Arbeitsplätze im lokalen Kleingewerbe. Viele Erwerbstätige sind deshalb Wegpendler und arbeiten auswärts, entweder in Saignelégier oder in der Region Delsberg.

### Windpark

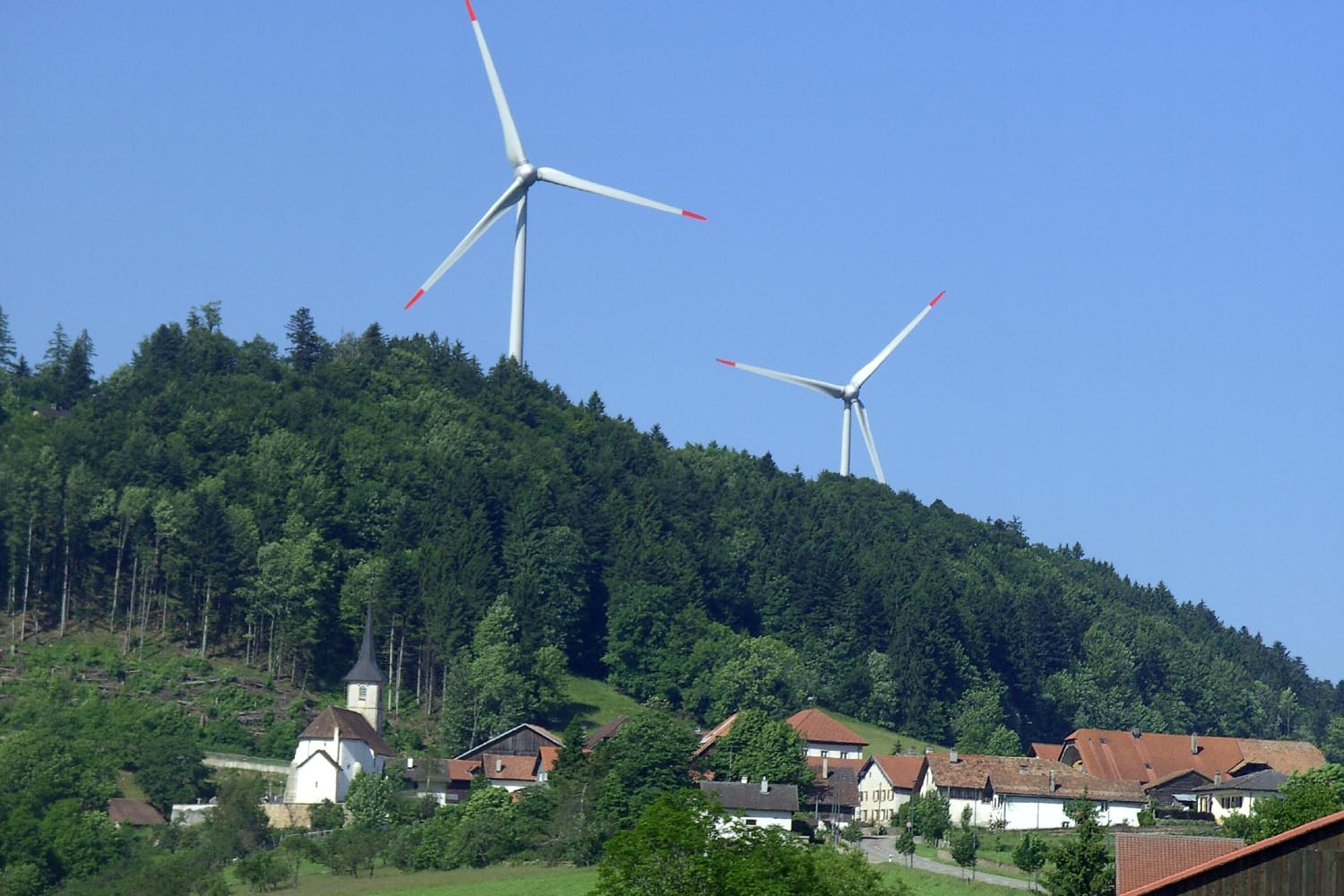

Seit 2009 existiert der Windpark Saint-Brais. Der Windpark besteht aus zwei Turbinen Enercon E-82 (Nabenhöhe 78 m, Rotordurchmesser 41 m, 2 Megawatt elektrische Leistung).
Das jährliche Regelarbeitsvermögen beträgt etwa 6 GWh.

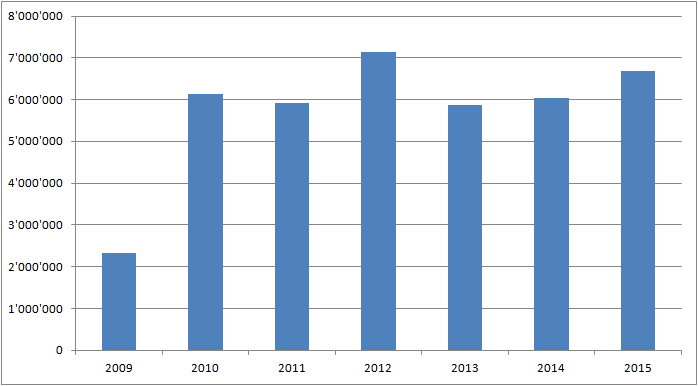
Gelieferte Kilowattstunden 2009–2015

Es handelt sich um den ersten Windpark im Kanton Jura.

## Verkehr
Die Gemeinde liegt an der Hauptstrasse von Delémont nach La Chaux-de-Fonds, auf der auch die Buslinie von Glovelier nach Saignelégier verkehrt. Am 21. Mai 1904 wurde die Eisenbahnlinie des Régional Saignelégier–Glovelier, einer Vorgängerin der Chemins de fer du Jura, mit einem Bahnhof im Tal des Tabeillon eröffnet. Eigentlich handelt es sich nicht um einen Bahnhof, sondern lediglich um eine Haltestelle mit dem Namen Bollement.

## Geschichte

Luftbild (1955)

Der Fund eines Knochens aus dem Paläolithikum sowie eines Schneidezahns eines Neandertalers in den Grotten von Saint-Brais unterhalb der markanten Felswand 1 km nordöstlich von Saint-Brais belegen eine Besiedlung des Gebietes in prähistorischer Zeit.
Das Dorf wird 1275 erstmals als Sem Bris erwähnt. Spätere Bezeichnungen sind Saint-Brey (1318) und de Sancto Brixio (1380). Die Herkunft des Ortsnamens ist umstritten; Saint-Brais geht entweder auf Saint Brice, einen Begleiter des heiligen Imier, oder auf Brictius, den Bischof von Tours zurück. Saint-Brais gehörte zur Herrschaft Freiberge, die dem Fürstbistum Basel unterstand. Von 1793 bis 1815 gehörte das Dorf zu Frankreich und war anfangs Teil des Département du Mont-Terrible, ab 1800 mit dem Département Haut-Rhin verbunden. Durch den Entscheid des Wiener Kongresses kam Saint-Brais 1815 an den Kanton Bern und am 1. Januar 1979 an den neu gegründeten Kanton Jura.

## Sehenswürdigkeiten
- Die Pfarrkirche Saint-Brice wurde 1656 erbaut, sie besitzt eine bedeutende Innenausstattung aus der Barockzeit.
- Die Grotten von Saint-Brais.

## Bilder

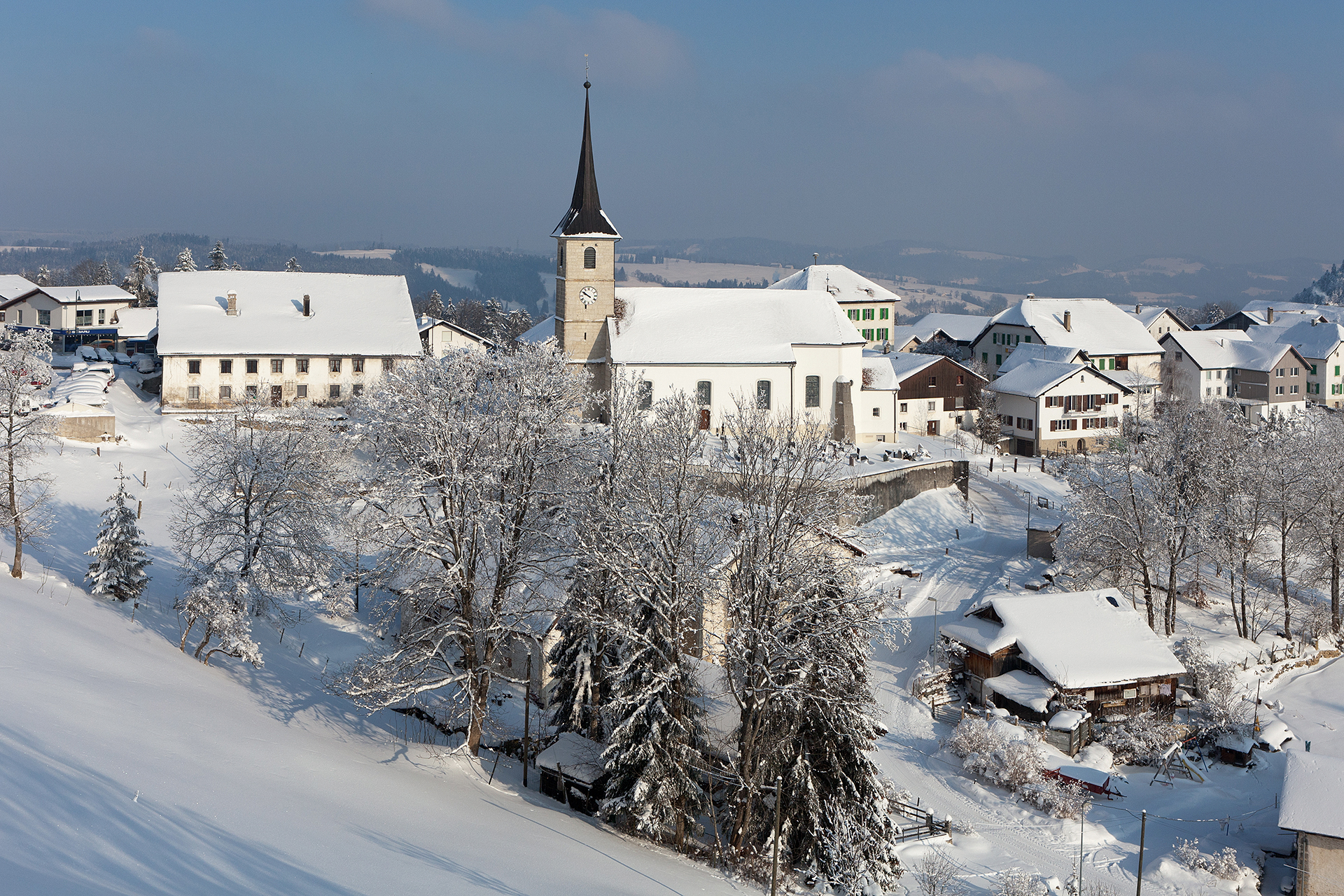
Saint-Brais
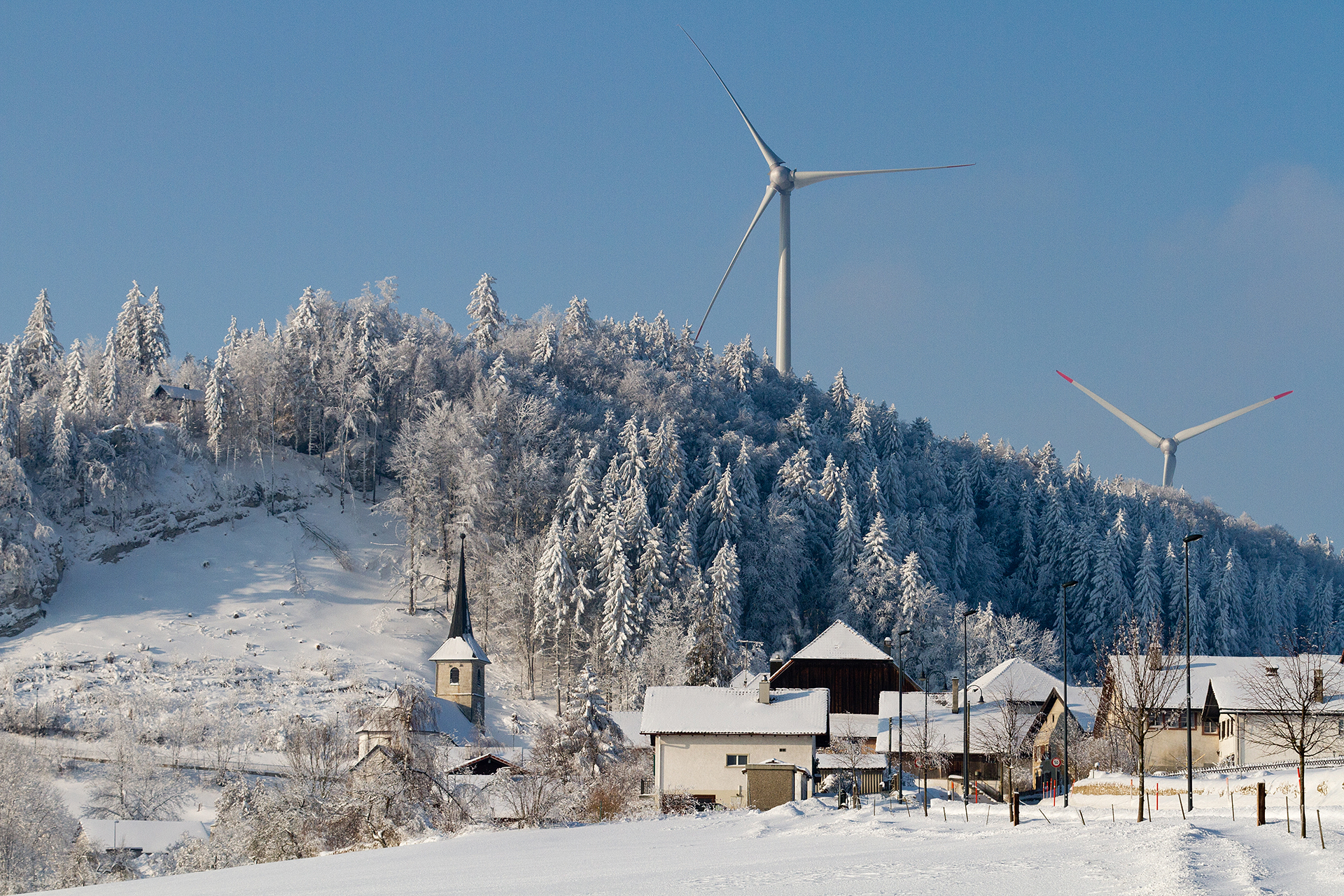
Saint-Brais
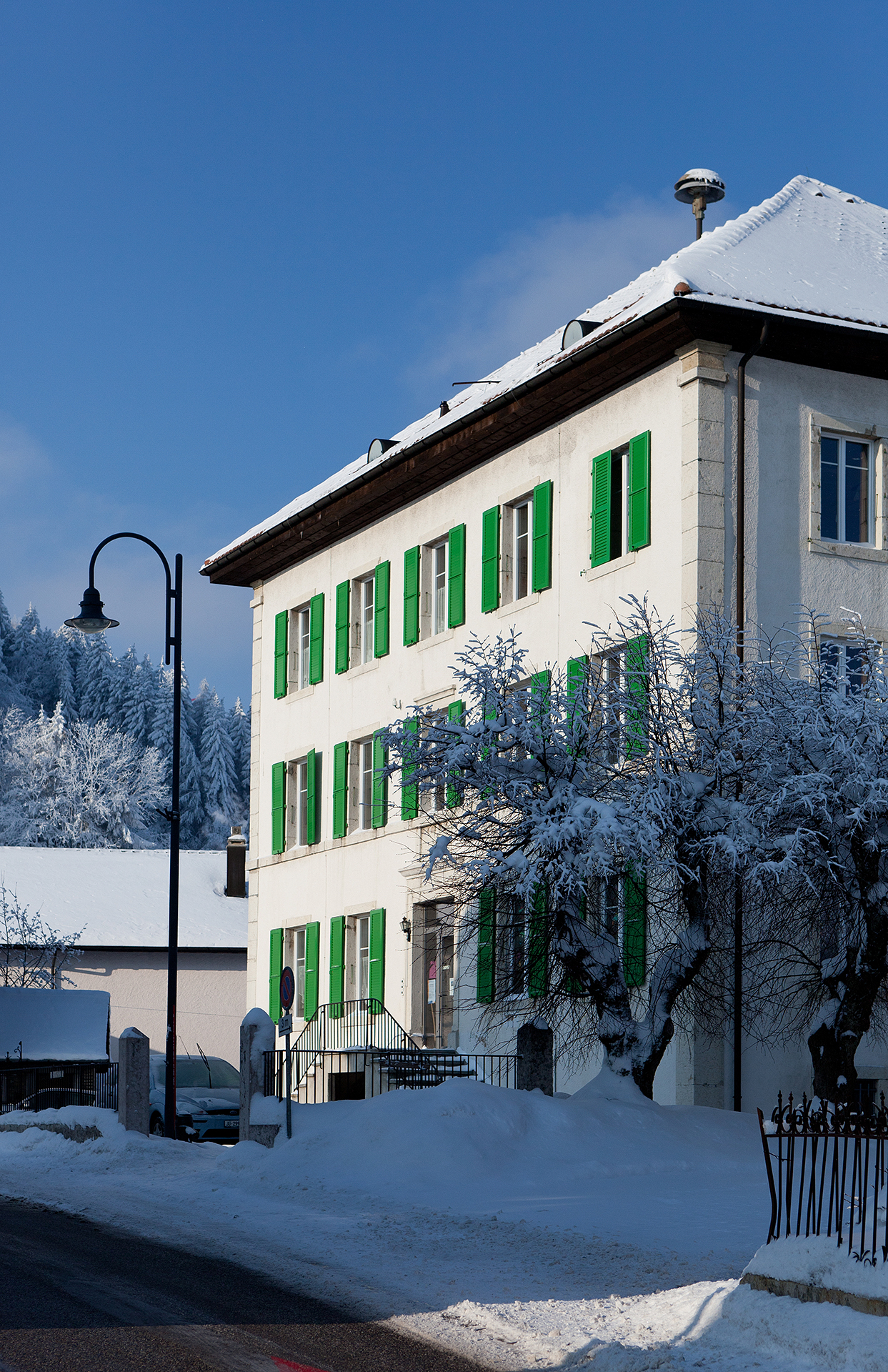
Schulhaus
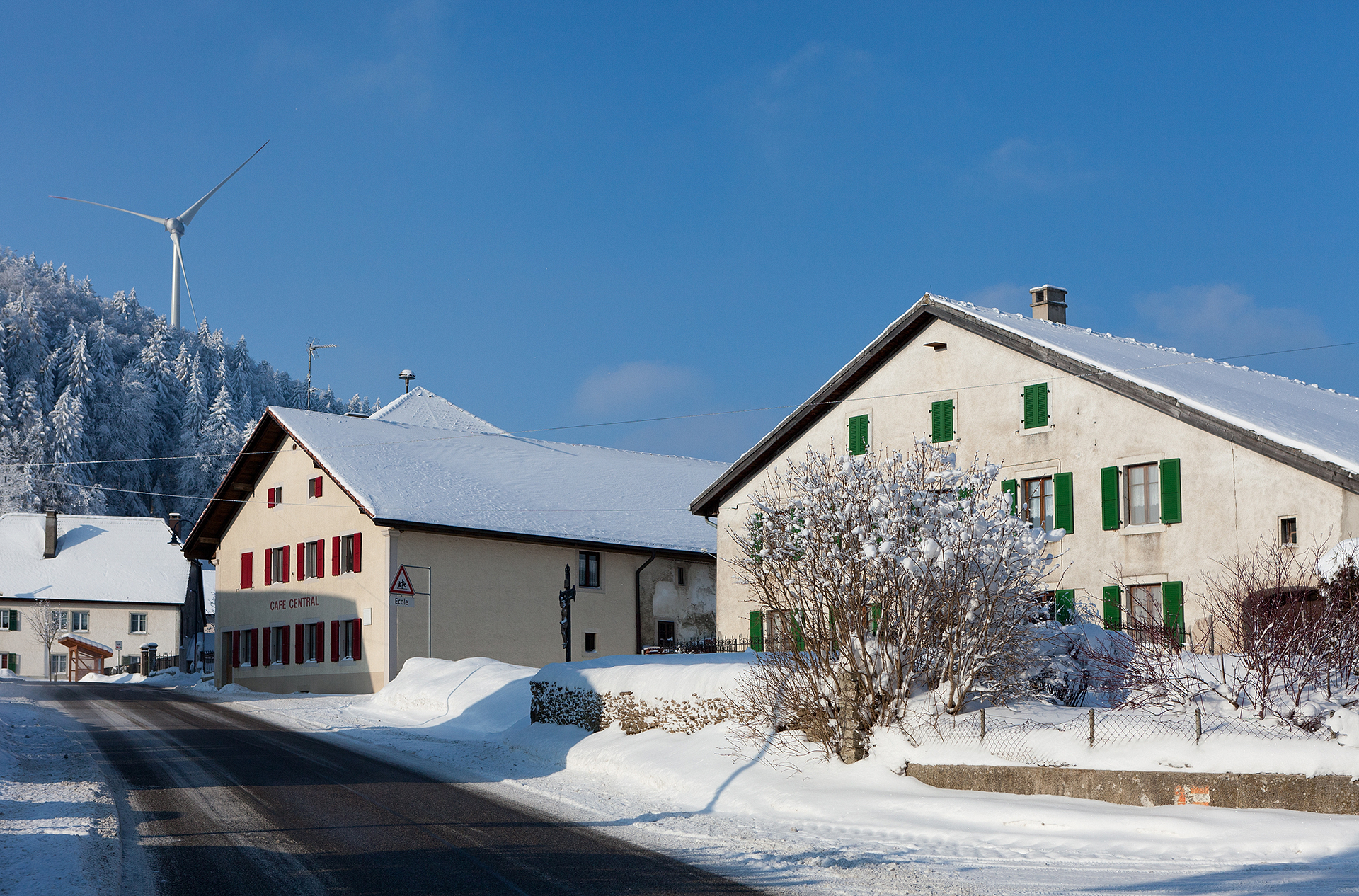
Route Principale
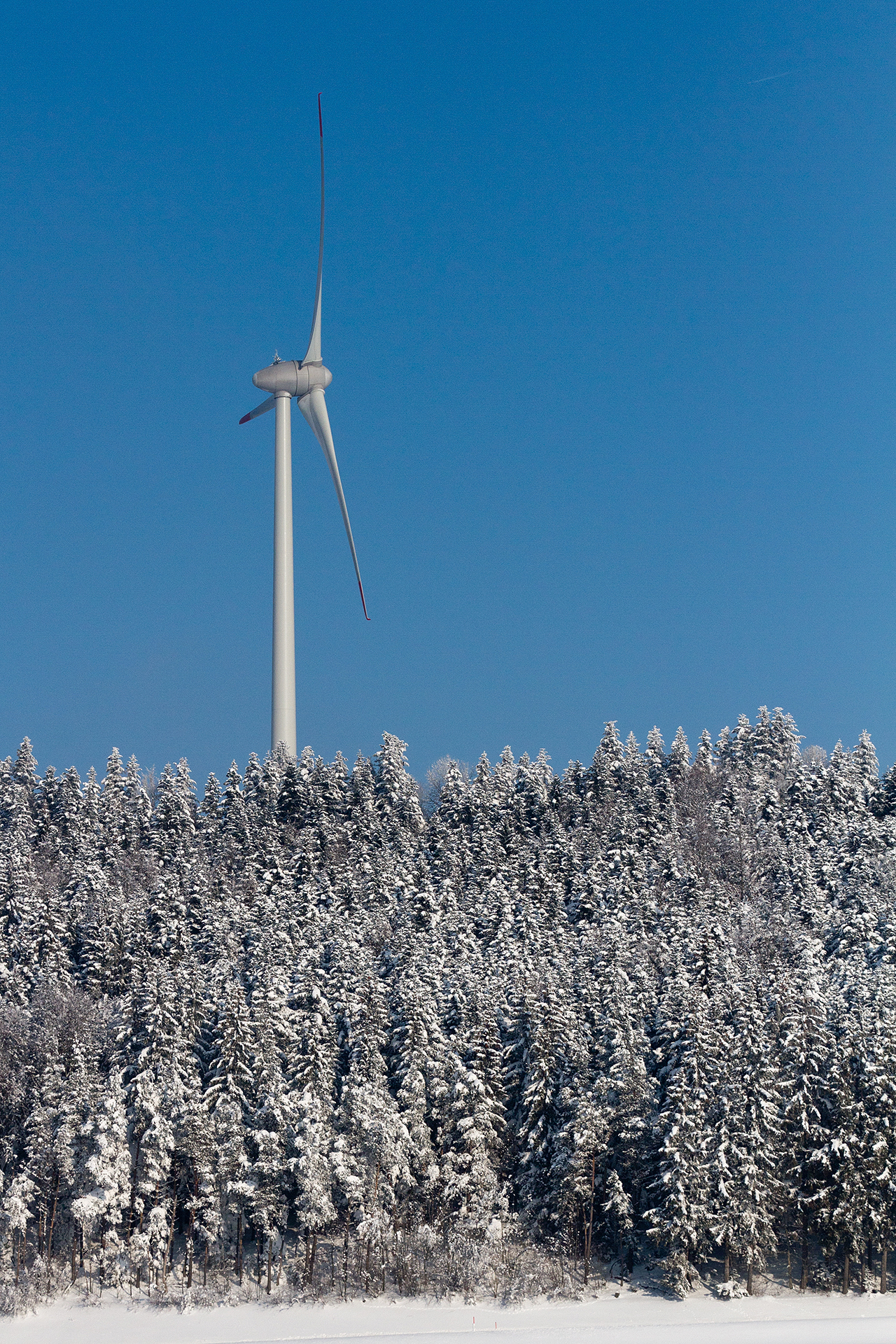
Windkraftwerk